# Lotus T128
Ne pas confondre avec la Lotus T128 (LMP2), un Le Mans Prototype engagé par l’équipe Kodewa GmbH.
Chronologie des modèles (2011)
Lotus T127 Caterham CT01
La Lotus T128 est la monoplace de Formule 1 engagée par l’équipe Team Lotus dans le cadre du championnat du monde de Formule 1 2011. Présentée le 1er février 2011 sur le circuit de Valencia, elle débute en championnat le 27 mars 2011 au Grand Prix d'Australie, pilotée par l’Italien Jarno Trulli et le Finlandais Heikki Kovalainen.
Début février, Team Lotus a confirmé que la T128 débuterait la saison sans avoir recours à un SREC, mais n’écarte pas pour autant l’hypothèse d’en utiliser un plus tard dans le championnat. Ce ne sera toutefois pas le cas. L’équipe opte par ailleurs, cette année, pour le moteur V8 Renault RS27, alors que la T127 était propulsée par un moteur Cosworth, tandis que l’hydraulique et la boîte de vitesses sont confiés à Red Bull Technology.

## Résultats en championnat du monde de Formule 1
| Saison | Écurie     | Moteur          | Pneus   | Pilotes           | Courses | Courses | Courses | Courses | Courses | Courses | Courses | Courses | Courses | Courses | Courses | Courses | Courses | Courses | Courses | Courses | Courses | Courses | Courses | Points inscrits | Classement |
| Saison | Écurie     | Moteur          | Pneus   | Pilotes           | 1       | 2       | 3       | 4       | 5       | 6       | 7       | 8       | 9       | 10      | 11      | 12      | 13      | 14      | 15      | 16      | 17      | 18      | 19      | Points inscrits | Classement |
| ------ | ---------- | --------------- | ------- | ----------------- | ------- | ------- | ------- | ------- | ------- | ------- | ------- | ------- | ------- | ------- | ------- | ------- | ------- | ------- | ------- | ------- | ------- | ------- | ------- | --------------- | ---------- |
| 2011   | Team Lotus | Renault V8 RS27 | Pirelli |                   | AUS     | MAL     | CHI     | TUR     | ESP     | MON     | CAN     | EUR     | GBR     | ALL     | HON     | BEL     | ITA     | SIN     | JAP     | COR     | IND     | ABU     | BRÉ     | 0               | 10e        |
| 2011   | Team Lotus | Renault V8 RS27 | Pirelli | Heikki Kovalainen | Abd     | 15e     | 16e     | 19e     | Abd     | 14e     | Abd     | 19e     | Abd     | 16e     | Abd     | 15e     | 13e     | 16e     | 18e     | 14e     | 14e     | 17e     | 16e     | 0               | 10e        |
| 2011   | Team Lotus | Renault V8 RS27 | Pirelli | Jarno Trulli      | 13e     | Abd     | 19e     | 18e     | 18e     | 13e     | 16e     | 20e     | Abd     |         | Abd     | 14e     | 14e     | Abd     | 19e     | 17e     | 19e     | 18e     | 18e     | 0               | 10e        |
| 2011   | Team Lotus | Renault V8 RS27 | Pirelli | Karun Chandhok    |         |         |         |         |         |         |         |         |         | 20e     |         |         |         |         |         |         |         |         |         | 0               | 10e        |

Légende : ici